# Olios insulanus
Olios insulanus är en spindelart som först beskrevs av Tord Tamerlan Teodor Thorell 1881.  Olios insulanus ingår i släktet Olios och familjen jättekrabbspindlar. Inga underarter finns listade i Catalogue of Life.